# Asystasia gangetica
Espèce
Classification APG III (2009)
Asystasia gangetica est une espèce de plantes à fleurs de la famille des Acanthaceae. C'est une plante originaire des régions tropicales de l'Ancien Monde et qui a été introduite dans les régions tropicales de l'Amérique.

## Utilisations

### Ornement
On la cultive comme ornementale.
C'est un couvre-sol fleuri de croissance rapide et de faibles exigences quant à la qualité du sol.
Elle préfère la mi-ombre et un climat humide. Elle ne supporte ni le vent, ni les embruns.
La multiplication se fait par bouturage des têtes.

### Alimentation
Dans certaines régions d'Afrique les feuilles sont consommées.